# Gabriel Bibron

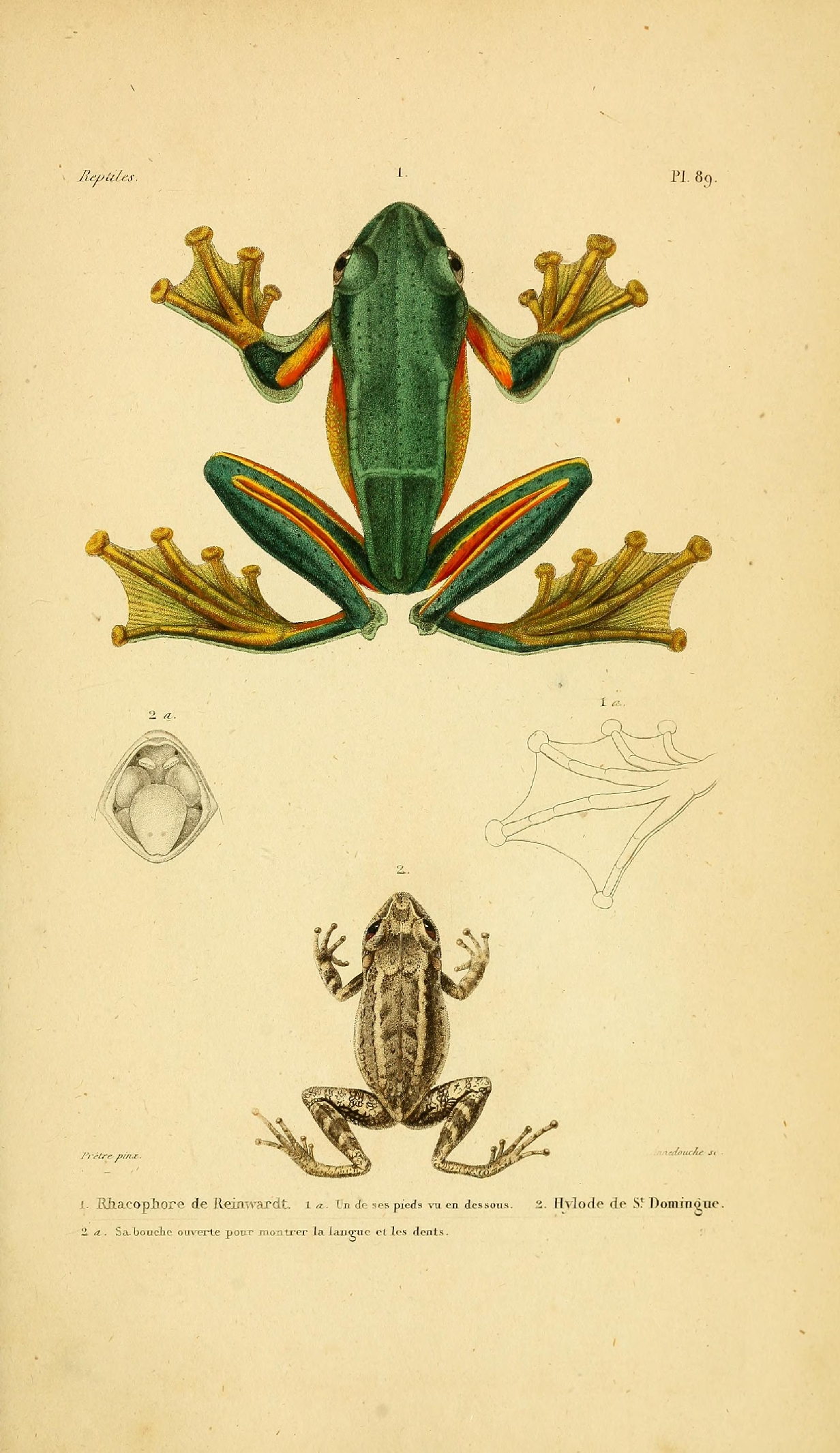
Az Erpétologie Générale 89. számú képe

Gabriel Bibron (Párizs, 1805. október 20. – Saint-Alban-les-Eaux, 1848. március 27.) francia zoológus és herpetológus. Zoológiai szakmunkákban nevének rövidítése: „Bibron”.

## Életpályája
Apja a francia Természetrajzi Múzeum alkalmazottja volt, így jó alapokat szerzett a természettudományokban. A múzeum megbízta gerincesek gyűjtésével Olaszországban és Szicíliában. Jean Baptiste Bory de Saint-Vincent irányítása alatt részt vett a Peloponnészoszi-félszigeten végrehajtott Morea-expedícióban, ami katonai műveletek mellett tudományos vizsgálatokat is végzett.
Számos hüllőfajt osztályozott André Marie Constant Dumérillel közösen, akivel 1832-ben találkozott. Dumérilt jobbára csak a nem színtű rendszerezés érdekelte, ezért Bibronra hagyta a fajok leírását. Közös munkájuk eredménye az Erpétologie Générale, a hüllők átfogó leírása, melyet 1834-től 1854-ig tíz kötetben adtak ki. Emellett Bibron segített Dumérilnek múzeumi oktatási munkájában és oktatóként is tevékenykedett egy párizsi elemi iskolában.
Bibron tuberkulózisban betegedett meg, ezért 1845-ben visszavonult Saint-Alban-les-Eaux-ba, ahol 42 éves korában hunyt el.

## A róla elnevezett taxonok
Bibron nevére tíz hüllőfaj elnevezése emlékeztet.
- Afrotyphlops bibronii, vak kígyófaj
- Atractaspis bibroni, mérgeskígyó
- Calliophis bibroni, mérgeskígyó
- Candoia bibroni, boafaj
- Diplolaemus bibronii, gyík
- Enyalius bibronii, gyík
- Eutropis bibronii, vakondgyík
- Liolaemus bibronii, gyík
- Pachydactylus bibronii, gekkó
- Pelochelys bibroni, teknős